# Данченко Олександр Григорович
Олександр Григорович Да́нченко (22 червня 1926, Новоолексіївка — 13 лютого 1993, Київ) — український графік і педагог; член Спілки радянських художників України з 1956 року, член-кореспондент Академії мистецтв СРСР з 1991 року. Чоловік мистецтвознавчині Олександри, батько художника Миколи Данченків.

## Біографія

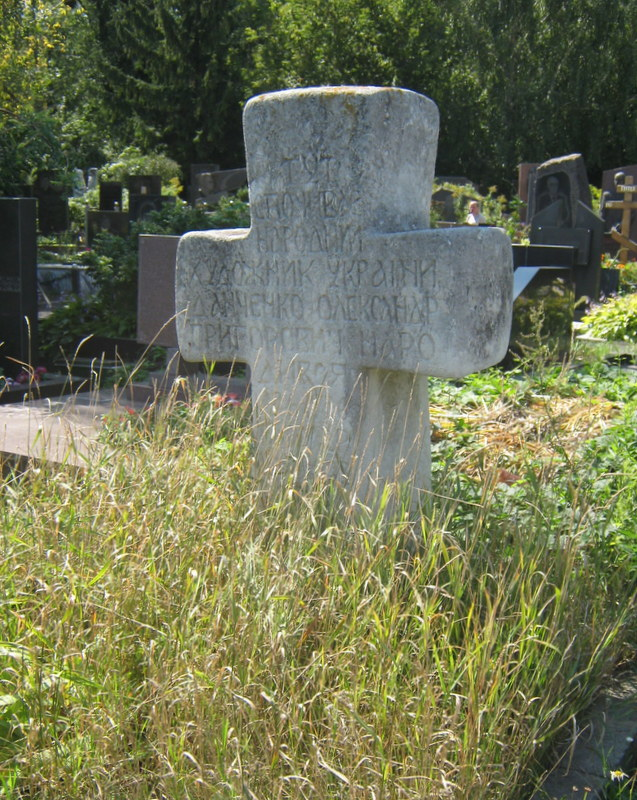
Могила Олександра Данченка на Байковому кладовищі у Києві

Народився 22 червня 1926 року на хуторі Новоолексіївці (нині село Вознесенського району Миколаївської області, Україна) в селянській сім'ї. В 1931 році сім'я Данченків переїхала до Дніпропетровська.
Протягом 1944—1948 років навчався у Дніпропетровському художньому училищі у Михайла Паніна; у 1948—1954 роках — у Київському художньому інституті у Василя Касіяна, Іларіона Плещинського, Антона Середи. Дипломна робота — серія офортів «Визвольна війна українського народу проти польської шляхти в 1648—1654 роках» (керівник — Олександр Пащенко). У 1954—1958 роках навчався у творчій аспірантурі при Київському художньому інституті та одночасно протягом 1954—1962 років викладав офорт і композицію на графічному факультеті.
З 1962 року і до кінця життя був членом Правління і Президії Спілки художників України, у 1968—1973 роках — заступник голови правління Спілки. Мешкав у Києві, в будинку на провулку Івана Мар'яненка № 14, квартира № 20. Помер 13 лютого 1993 року в Києві. Похований на Байковому кладовищі (ділянка № 52А). На могилі надгробок у вигляді козацького хреста.

## Творчість
Працював у галузі станкової й книжкової графіки. Серед робіт:
Станкова графіка
- «Безробітні» (офорт, 1955);
- портрети кобзарів Гната Гончаренка і Михайла Кравченка (ліногравюри, 1961; Національний художній музей України)[4];
- «Засновники Києва Кий, Щек, Хорив і сестра їхня Либідь» (ліногравюра, 1963);

серії офортів
- «Ровесник Жовтня» (1947, туш, перо);
- «Корея» (1951—1952, акватинта);
- «Визвольна війна українського народу 1648—1654 років» (1953—1954):
  - «Подвиг трьохсот під Берестечком» (1954, Хмельницький обласний художній музей[5]);
  - «Розгром польського війська під Пилявою» (1954, Хмельницький обласний художній музей)[6];
- «Народи світу, будьте пильні» (1955—1956, м'який лак);
- «Щорсівці» (1957, акватинта, м'який лак, суха голка):
  - «Таращанці закликають до повстання»;
- «Київське метро» (1959);
- «Новобудови семирічки» (1959—1960);
- «Народні герої України» (1961—1962, акватинта, м'який лак): Богдан Хмельницький, Іван Богун, Іван Сірко, Тарас Федорович (Трясило), Семен Палій, Максим Кривоніс, Максим Залізняк, Іван Гонта, Северин Наливайко, Олекса Довбуш, Лук'ян Кобилиця, Устим Кармалюк, Григорій Вакуленчук, Василь Боженко, Микола Щорс, Олександр Пархоменко, Віталій Примаков, Григорій Котовський, Олекса Борканюк, Ляля Убийвовк, Молодогвардійці[7];
- «Корюківка. 1 березня 1943 року» (1971);
- «В'єтнамський репортаж» (1972);
- «Аджимушкай» (1975):
  - «За три кроки до колодязя»;
  - «Товариші»;
- «Чорнобиль» (1988).

Автор ілюстрацій до поем Тараса Шевченка: «Гайдамаки», «Катерина» (обидві офорт, 1961; Національний художній музей України), триптих за мотивами поеми «Сон»: «Чи довго ще на сім світі катам панувати?», «Он глянь, у тім раї», «Оживуть степи, озера» (ліногравюри, 1961; Національний музей Тараса Шевченка, Національний художній музей України), «Відьма», «Княжна», «Єретик», «Наймичка», «Москалева криниця», «Марина» (всі ліногравюри, 1963).

Оформляв та ілюстрував книжки для Держлітвидаву України, видавництва «Дніпро» та ін.:
- «Гомоніла Україна» Петра Панча (1957);
- збірка «Українські народні думи» (1959);
- «Кобзар» Тараса Шевченка (Київ, 1963, у співавторстві з Володимиром Куткіним)[4];
- «Кобзар» Тараса Шевченка (Москва, 1965);
- «Козацькому роду нема переводу, або ж Мамай і чужа молодиця» Олександра Ільченка (1967);
- «Енеїда» Івана Котляревського (1968);
- «Декамерон» Джованні Боккаччо (1969);
- «Історія одного міста» Михайла Салтикова-Щедріна (1976);
- «10 днів, що потрясли світ» Джона Ріда (1977).
- «Незабутнє» Олександра Довженка (1980);
- «Кобзар» Тараса Шевченка (1984);
- «Прапороносці» Олеся Гончара (1989);
- «Божественна комедія» Данте Аліг'єрі (1990—1992)[4].

Брав участь у виставках з 1947 року, всеукраїнських — з 1954 року, всесоюзних з 1957 року, зарубіжних з 1959 року, зокрема в Румунії — у 1959 році, США — у 1963 році, Німецькій Демократичній Республіці — у 1965 році, Франції і Чилі — у 1965 році. Персональні виставки відбулися у Києві у 1971, 1987 роках та посмертні — у 1996, 2006 роках, Дніпропетровську у 1987 році, Варшаві у 1989 році.
Крім згаданих музеїв, роботи художника зберігаються в Астраханській картинній галереї, Донецькому художньому музеї. У Хмельницькому обласному художньому музеї предсталено 67 його робіт.

## Відзнаки
- Почесна грамота Президії Верховної Ради УРСР (1967)[9];
- Срібна медаль Академії мистецтв СРСР (1975, за серію «Корюківка. 1 березня 1943 року»)[1];
- Премія імені Василя Касіяна (1979)[9][8];

почесні звання СРСР
- Заслужений діяч мистецтв УРСР з 1969 року[2];
- Народний художник УРСР з 1985 року.